# All Mixed Up
All Mixed Up (с англ. — «Всё Смешалось») — сингл американской рок-группы The Cars с альбома The Cars, выпущенный только в Нидерландах 12 декабря 1978 года на лейбле Elektra Records.

## О сингле
На альбоме "All Mixed Up" объединена с "Moving in Stereo". Выпущенная в качестве Би-сайда к синглу "Good Times Roll", песня получила широкое распространение на американских FM-рок-радиостанциях и обычно звучит вместе с "Moving in Stereo" на радиостанциях AOR и Классический Рок. Песня также была выпущена синглом в Нидерландах с "You’re All I’ve Got Tonight" в качестве Би-сайда (также из The Cars).
В студийной версии "All Mixed Up" ведущий вокал исполняет басист Бенджамин Орр, хотя в демо-версии Рик Окасек исполнил соло-вокал. Песня дала Грегу Хоуксу шанс отойти от своих многочисленных синтезаторов и сыграть заключительное соло на саксофоне, единственное в дискографии The Cars. В "All Mixed Up" также фигурировала педаль Mu-Tron Octavider, которую, по словам Бенджамина Орра, он "должен был иметь".

## Другие версии
- Когда гитарист Эллиот Истон и клавишник Грег Хоукс набрали новых музыкантов, чтобы создать The New Cars, они выбрали Тодда Рандгрена в качестве основного вокалиста, но "All Mixed Up" и хитовую балладу "Drive" спел басист/вокалист Касим Султон.
- Позже на эту песню был записан кавер от Red House Painters на их альбоме 1996 года Songs for a Blue Guitar.

## Список композиций
Слова и музыка всех песен — Рик Окасек.
| №  | Название                                   | Основной вокал | Длительность |
| -- | ------------------------------------------ | -------------- | ------------ |
| 1. | «All Mixed Up» (с англ. — «Всё Смешалось») | Бенджамин Орр  | 4:14         |

| №  | Название                                                                            | Основной вокал | Длительность |
| -- | ----------------------------------------------------------------------------------- | -------------- | ------------ |
| 1. | «You’re All I’ve Got Tonight» (с англ. — «Ты — Всё, Что у Меня Есть Сегодня Ночью») | Окасек         | 4:13         |

## Участники записи
- Рик Окасек — ритм-гитара, бэк-вокал (All Mixed Up), вокал (You’re All I’ve Got Tonight)
- Бенджамин Орр — вокал (All Mixed Up), бас-гитара, бэк-вокал (You’re All I’ve Got Tonight)
- Эллиот Истон — соло-гитара, бэк-вокал
- Дэвид Робинсон — ударные, перкуссия
- Грег Хоукс — клавишные, бэк-вокал, саксофон (All Mixed Up)